# Pierre-Hubert Anson
Pierre-Hubert Anson est une personnalité politique et un haut-fonctionnaire français né le 30 juin 1744 à Paris où il est décédé le 18 novembre 1810.

## Biographie
Agrégé de la faculté de droit, Anson entre dans l'entourage d'Henri Lefèvre d'Ormesson, contrôleur général des finances de Louis XVI, ce qui lui permet de faire carrière dans l'administration des finances. 
Il devient receveur général du Dauphiné, puis membre du comité central des receveurs généraux. 
Il est député du tiers état aux États généraux de 1789 pour la ville de Paris. Il s'y occupe des questions financières et devient rapporteur au comité des finances. En 1791, il est nommé administrateur du département de la Seine. Suspect sous la Terreur, il est obligé de se cacher. 
Il devient le 20 mai 1798 régisseur général des Postes sous le Directoire, dans le cadre de l'adjudication des services des postes transformée en régie en 1793. Les associés et cautions d'Anson sont Lanoue, Mahuet, Merlin de Thionville et les frères Monneron. Il conserve ce poste jusqu'en décembre 1799.
Membre du conseil général de la Seine, qu'il préside. Il écrit également des comédies et des pièces en vers.

## Sources
- « Pierre-Hubert Anson », dans Adolphe Robert et Gaston Cougny, Dictionnaire des parlementaires français, Edgar Bourloton, 1889-1891 [détail de l’édition]